# 에린 그레이

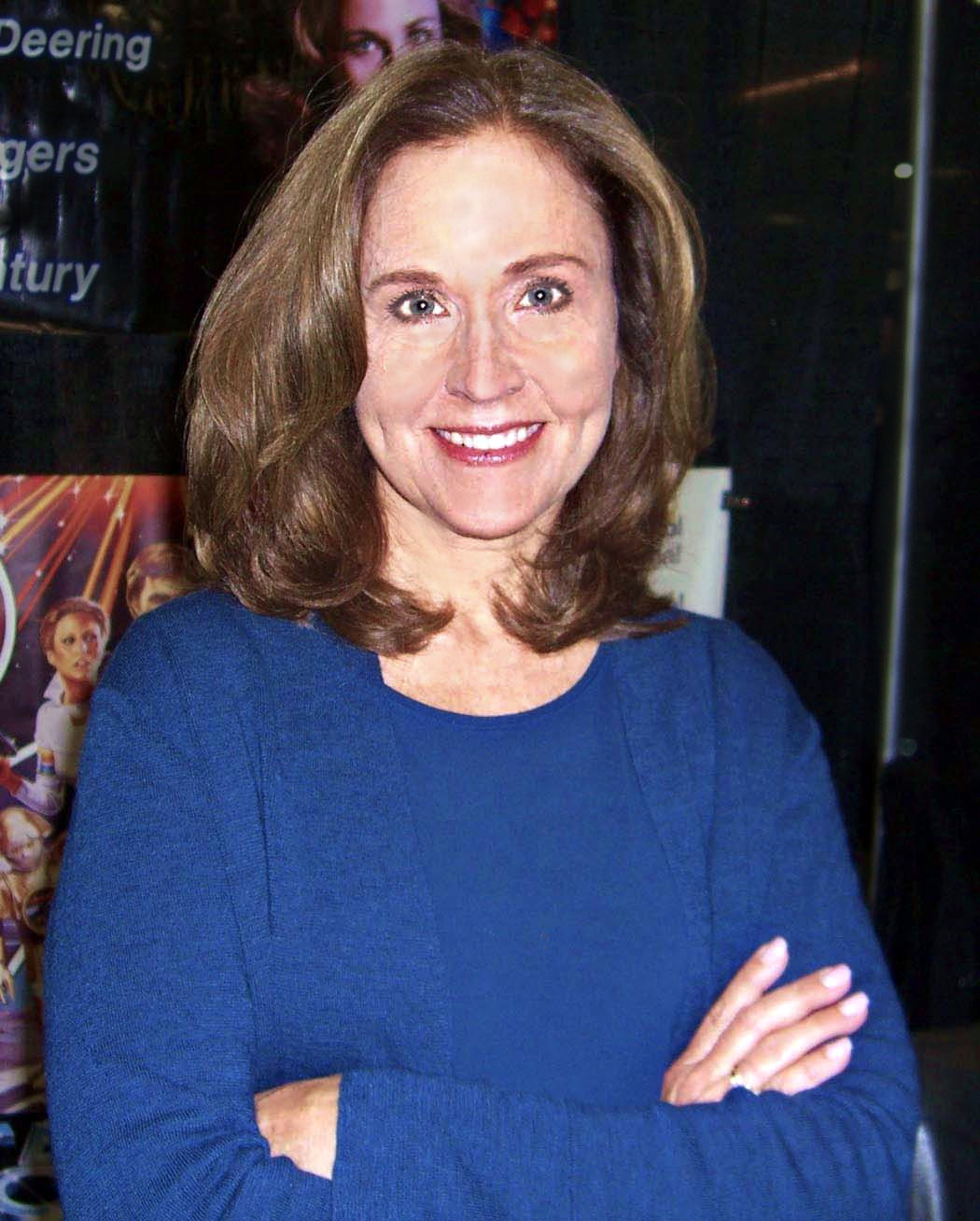

에린 그레이(Erin Gray, 1950년 1월 7일 ~ )는 미국의 배우, 모델이다.
호놀룰루에서 태어났다.

## 출연 작품
- Nesting (2012) - 디간 역
- 헌터 프레이 (2010년)
- 마이 트루 셀프  (2008년)
- 굴스 (2008년) - 리즈 역
- 로디드 (2008년)
- 웨딩 비디오 (2007년)
- 클로버 벤드 (2002년)
- 라스트 프로듀서 (2000년)
- 크로푸트 (1995년)
- 위험 지대 (1994년)
- 티포스 (1994년)
- 데드 화이터 (1994년)
- 라스트 프라이데이 (1993년)
- 치어걸 (1990년)
- 사랑의 곡예사들 (1988년)
- 브레이킹 홈 (1987년)
- 사랑의 경주 (1982년)
- 더 폴 가이 (1981년)
- 더 얼티메이트 임포스터 (1979년)
- 윈터 킬 (1979년)
- 별들의 전쟁(영어판) (1979년)

### 텔레비전
- 사랑의 유람선 (1980)
- 꿈꾸는 낙원 (1980-82)
- 매그넘 P.I. (1981)
- 아빠는 멋쟁이 (1982-87)
- 스타맨 (1987)
- 제시카의 추리극장 (1988)
- L.A. 로 (1990)
- SOS 해상 구조대 (1997-98)